# Ragas (insect)
Ragas is een geslacht van insecten uit de familie van de Dansvliegen (Empididae), die tot de orde tweevleugeligen (Diptera) behoort.

## Soorten
- R. primigenia Melander, 1945
- R. unica Walker, 1837